# Vollersroda
Vollersroda ist eine Gemeinde im Süden des Landkreises Weimarer Land und Teil der Verwaltungsgemeinschaft Mellingen.

## Geschichte
Im Jahr 1262 wurde der Ort Vollersroda erstmals in einer Urkunde des Volrad von Kranichfeld für das Kloster Oberweimar als „Volradshrode“ erwähnt.
Die Herren von Schleidnitz und von Lichtenberg besaßen im 14. Jahrhundert Güter und Rechte in Voylesrode. Später gelangte der Ort in den Besitz der Grafen zu Weimar-Orlamünde und gehörte ab 1428 den Grafen von Schwarzburg. In den Jahren 1440 und 1508 sind weitere Erwähnungen des Ortes vorgekommen. Im Sächsischen Bruderkrieg (1446 bis 1451) war der Ort völlig zerstört und zur Wüstung erklärt. 1598 wurde der Ort durch den sächsischen Kanzler Marcus Gerstenbergk an Herzog Friedrich Wilhelm zu Sachsen-Weimar verkauft. Den Dreißigjährigen Krieg überstand Vollersroda leidlich, während die etwa 500 m östlich gelegene Siedlung Weiheroda zerstört wurde. Ab Anfang des 19. Jahrhunderts war der Ort Teil des Großherzogtums Sachsen-Weimar-Eisenach, Amtsgerichtsbezirk Jena und wurde nach 1945 mit dem Land Thüringen Teil der Sowjetischen Besatzungszone und der DDR. Seit 1990 gehört der Ort zum neu gegründeten Bundesland Thüringen.

## Wirtschaft und Infrastruktur

### Trinkwasserversorgung
Die Aufgabe der Trinkwasserversorgung hat die Gemeinde Vollersroda an den Wasserversorgungszweckverband Weimar übertragen.

### Abwasserbeseitigung
Die Abwasserbeseitigung betreibt die Gemeinde Vollersroda selbst.

## Sehenswürdigkeiten
- Die → Dorfkirche des Ortes aus dem 18. Jahrhundert besitzt einen als „wehrhaft“ charakterisierten Chorturm mit Fachwerkaufsatz und  wurde in die Denkmalliste des Landkreises Weimarer Land aufgenommen. Sie wurde auch mehrfach von Lyonel Feininger gemalt.
- Auf dem Weg zum Wachhügel trifft man auf die Pferdeschwemme – eine natürliche, wassergefüllte Senke in der Flur des Dorfes. Nach einer Sage befand sich hier ein Rastplatz für Fuhrleute, die ihren Pferden und sich selbst nach der Passage des Buchfahrter Berg stets erst noch eine Ruhepause gewähren mussten, bevor sie das Dorf erreichen konnten.[3]

## Literatur

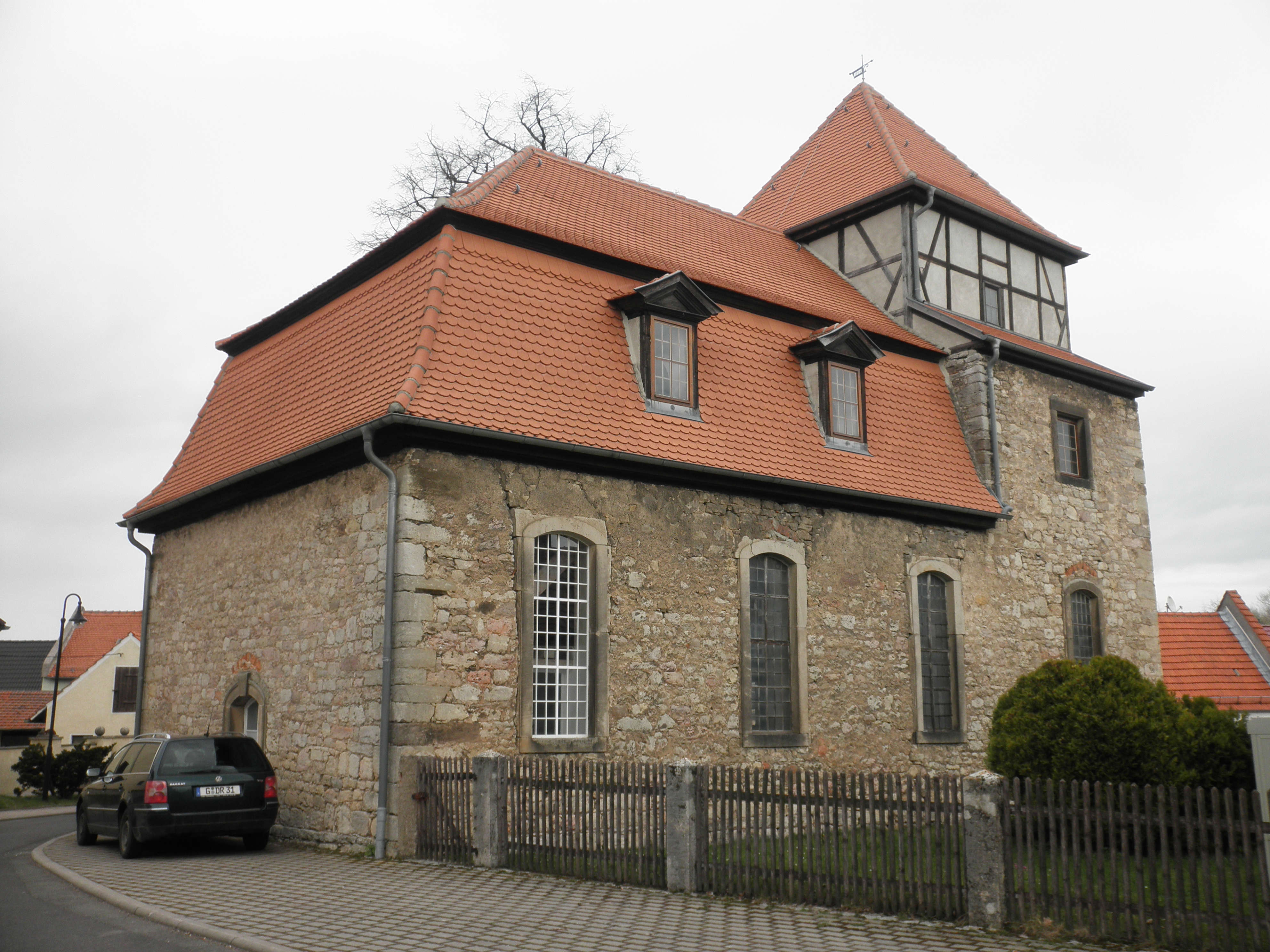
Kirche in Vollersroda
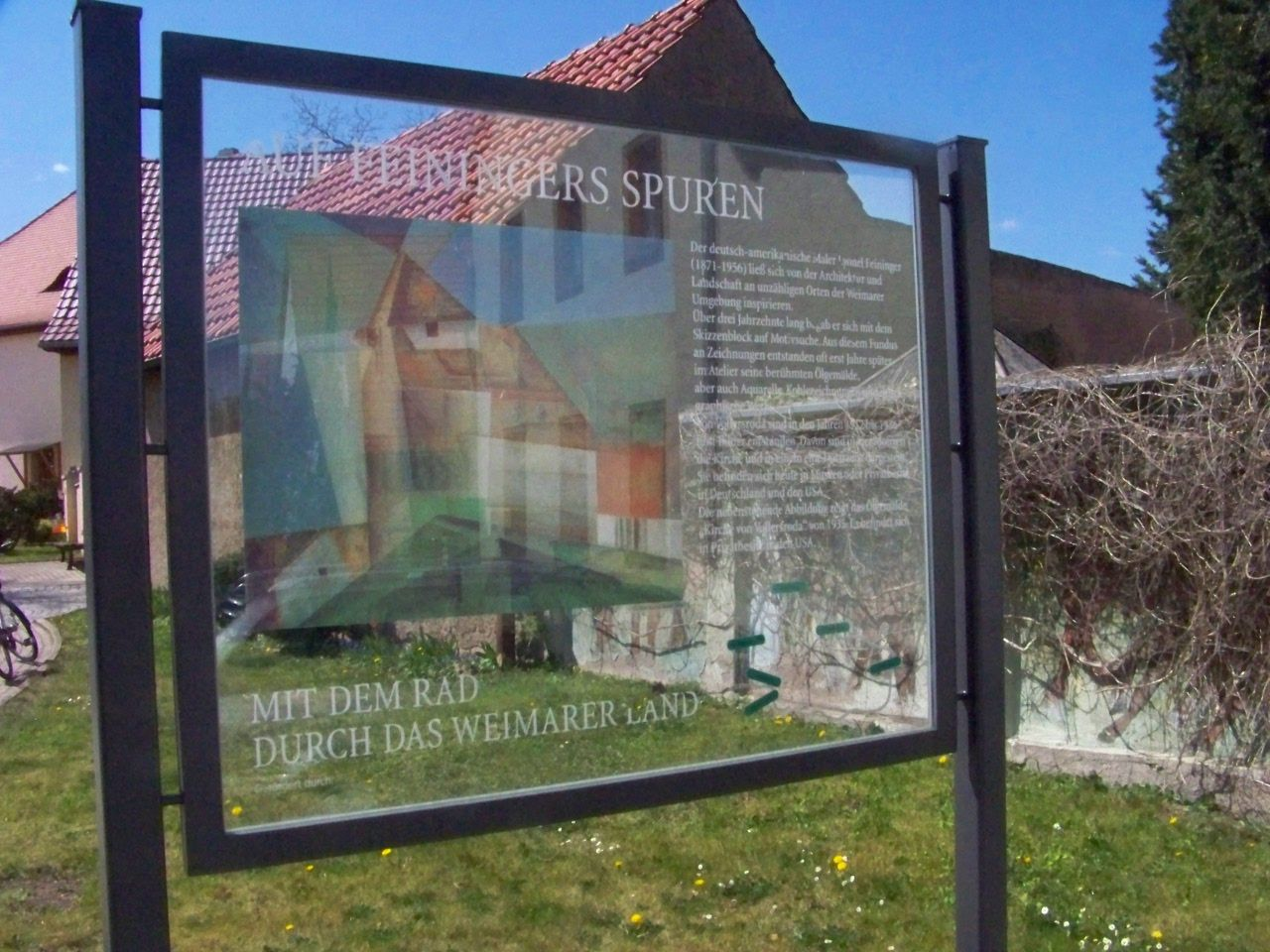
Informationstafel des Feininger-Radwegs in Vollersroda
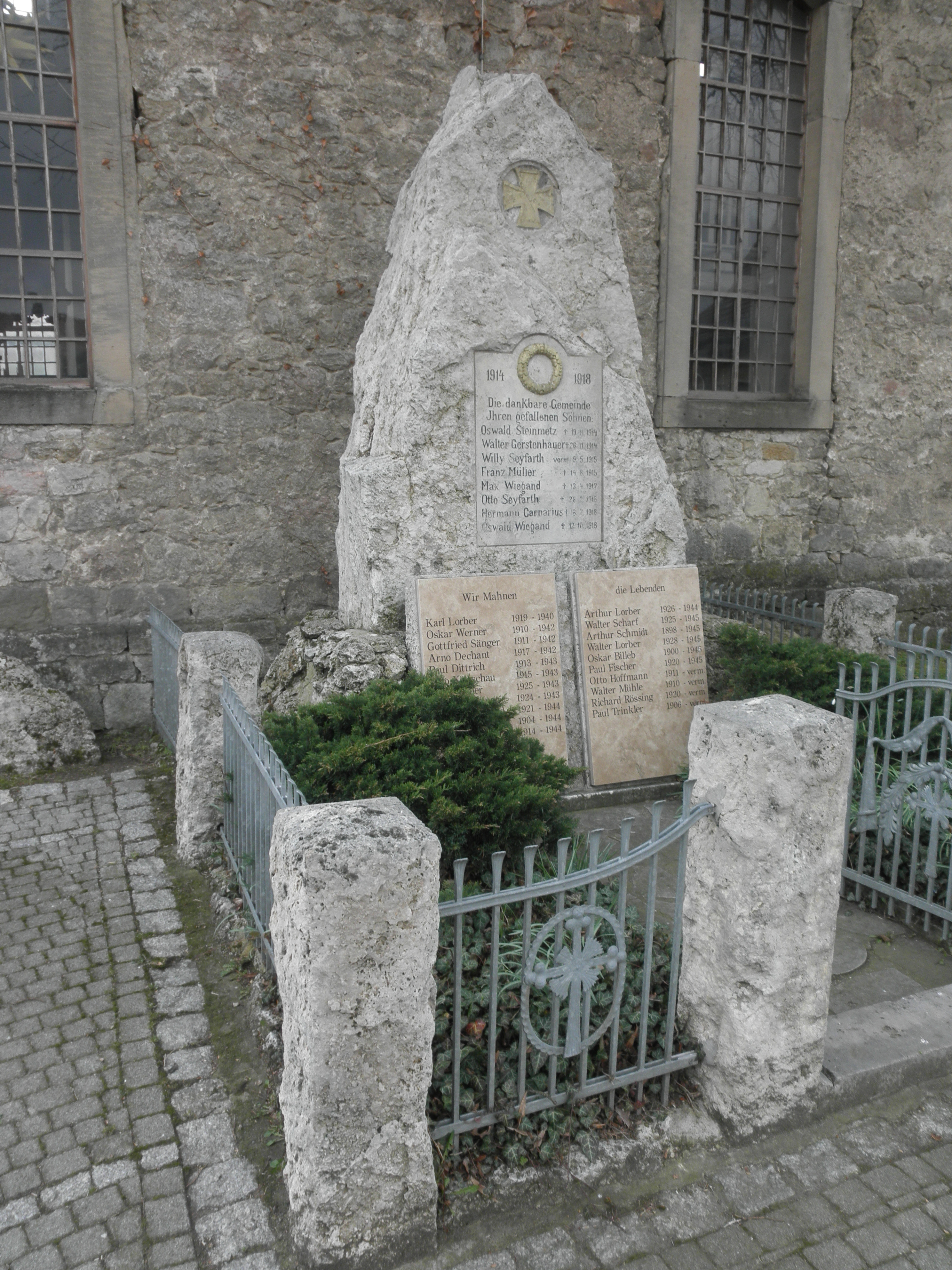
Kriegerdenkmal in Vollersroda vor der Kirche
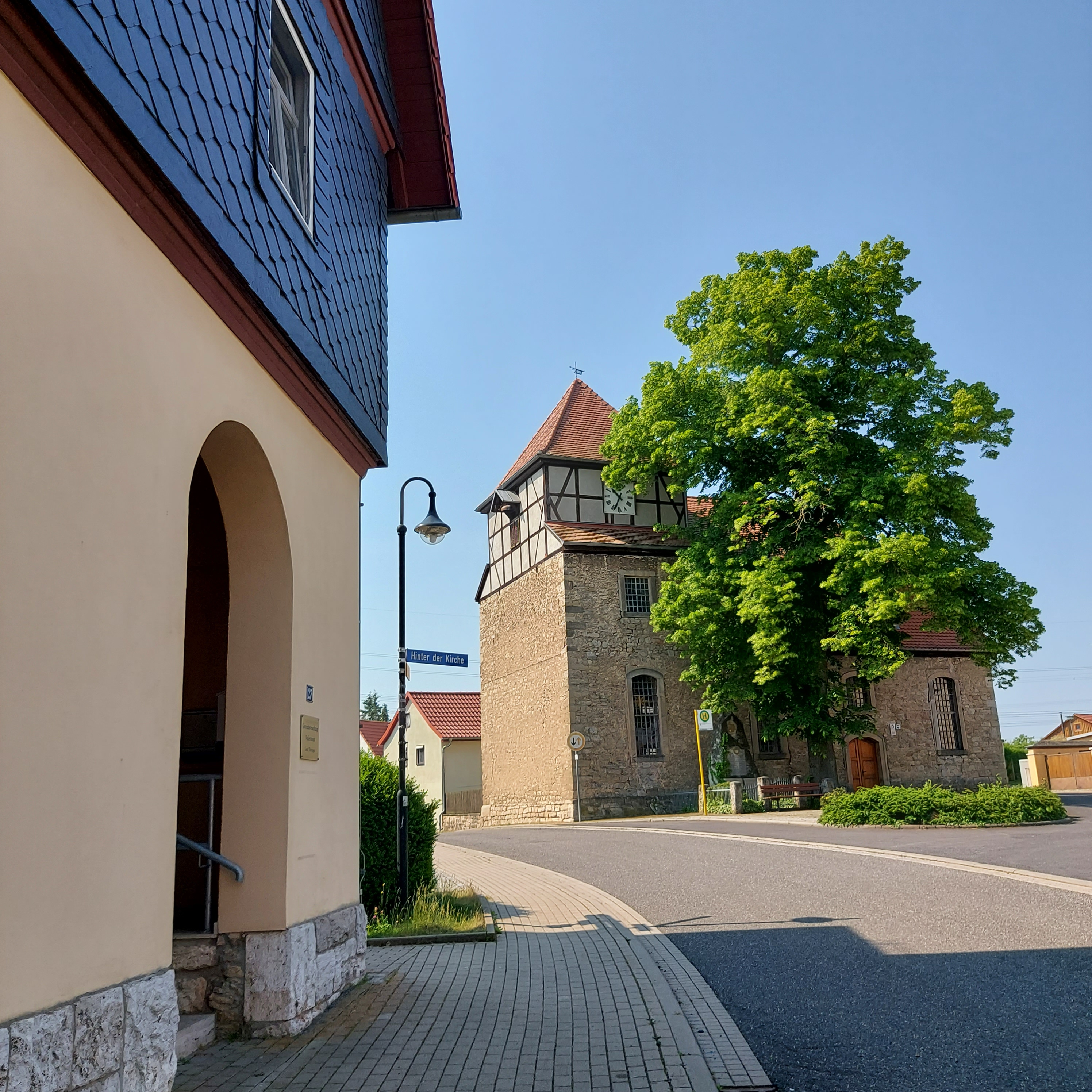
Rathaus (links) und Kirche